# 米勒蘭島

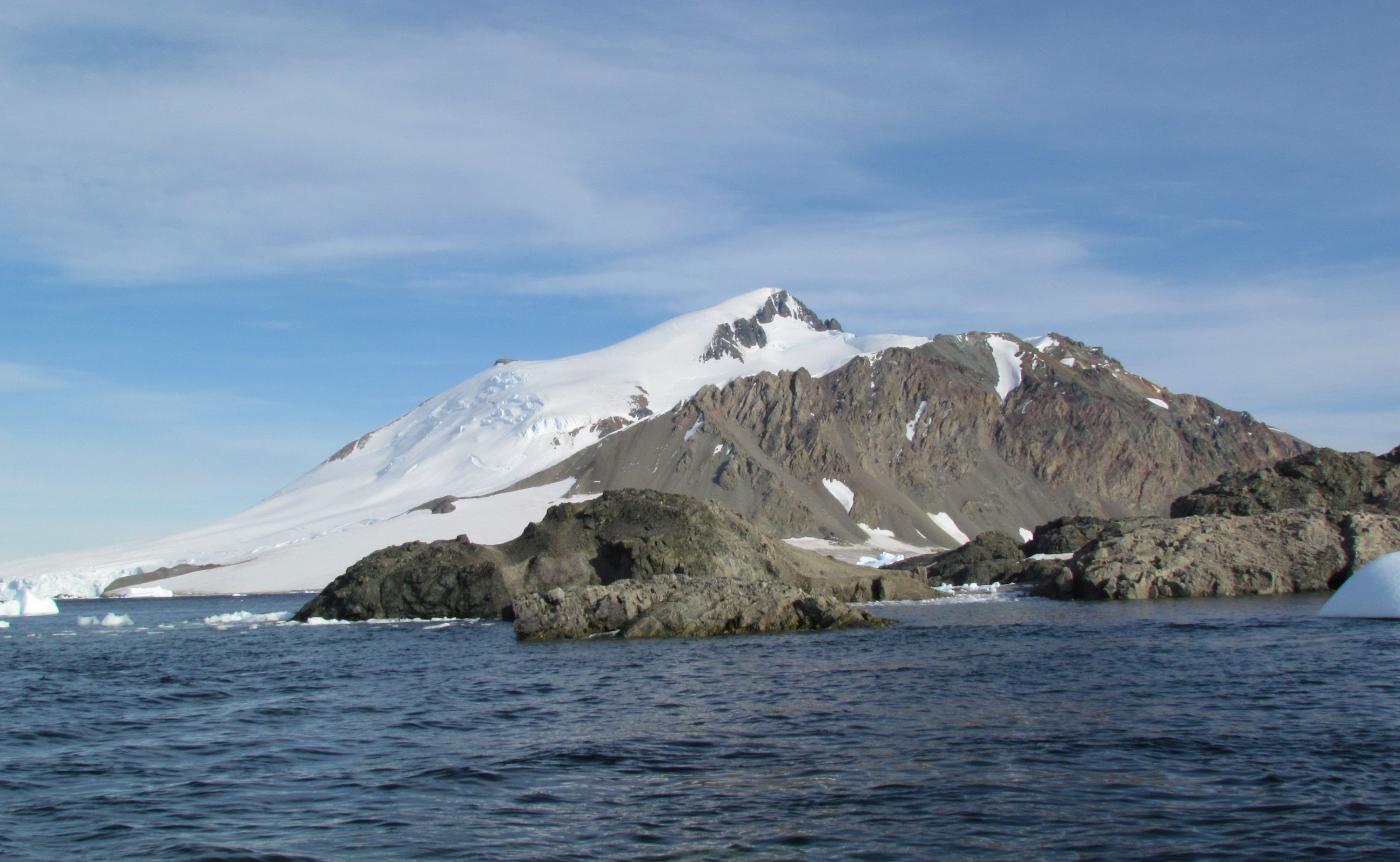
從聖馬丁站 (南極洲)攝於2011年。

68°09′S 67°13′W / 68.150°S 67.217°W
米勒蘭島（英語：Millerand Island）是南極洲的島嶼，位於卡爾梅特角以南6公里，長5公里、寬5公里，島上無人居住，該島由法國探險隊發現，現時受南極條約體系管理。